# Domaine fondamental
En géométrie, un domaine fondamental pour l'action d'un groupe sur un ensemble E est une région de E dont les images par l'action du groupe forment une partition de E. C'est donc un domaine contenant exactement un point par orbite du groupe.

Domaine fondamental pour l'action du groupe modulaire sur le demi-plan de Poincaré.

## Définition formelle
Soit G un groupe, E un ensemble sur lequel G agit. On note g(x) l'image d'un point x de E par l'action de l'élément g ∈ G. Un sous-ensemble F de E est appelé domaine fondamental pour l'action du groupe si :
1. {\displaystyle \bigcup _{g\in G}g(F)=E} ;
2. {\displaystyle \forall g,g'\in G{\text{ tels que }}g\neq g',g(F)\cap g'(F)=\emptyset }.